# Rio Găujani
O Rio Găujani é um rio da Romênia, afluente do Boişoara, localizado no distrito de Vâlcea.